# Green Velvet
Green Velvet is de artiestennaam van de Amerikaanse producer Curtis Jones (26 april, 1968) uit Chicago. Onder deze naam brengt hij techno uit. Hij is ook wel bekend als Cajmere. Dit alter ego gebruikt hij voor het maken van houseplaten. Jones is ook eigenaar van het label Cajual records, waarop het meeste van zijn werk verschijnt. Hij staat binnen de dancescene bekend om zijn excentrieke verschijning door zijn steeds veranderende kleding en pruiken. Ook fungeert hij dikwijls als zanger op zijn eigen platen. Jones maakte een grote hoeveelheid dancehits waarvan Brighter days (1993), Flash (1995) en La la land (2001) het bekendst zijn. Ook zit hij achter de hit U got me up van Dajaé uit 1993.

## Vroege jaren
Curtis Jones begon in zijn tienerjaren muziek te maken met goedkope oude apparatuur waarmee hij eigen nummers in elkaar knutselde. Na de middelbare school studeerde hij chemie, maar besloot na zijn studie om de muziek in te gaan. Hij richtte het label Cajual records op. Daarop verscheen in 1992 zijn eerste succesje met de plaat Coffee Pot. De doorbraak kwam met de track The Preacher Man van de ep Velvet tracks (1993), waarop hij een prediker over harde beats een tirade tegen housemuziek laat voeren. Niet lang daarna produceerde hij de hit U got me up van Dajaé, dat in 1993 in de Nederlandse top 40 terechtkwam. Met haar nam hij ook de clubhit Brighter days (1993) op, dat tot nummer twee in de Amerikaanse dancechart kwam. Daarnaast bracht hij een grote hoeveelheid muziek uit op een serie ep's met de naam Underground goodies. Ook richtte hij het label Relief records op als sublabel van Cajual.

## Constant chaos & Whatever
In de late jaren negentig maakte hij als Green Velvet enkele clubhits waarop hij als een soort voice-over aanwezig was. Dat begon met Flash (1995). Opvallend was ook The Stalker (1996), waar hij tekstueel in de huid van een Stalker kroop, en ook met Answering machine waarbij hij alle insprekers op zijn antwoordapparaat afpoeierde met I don't need this shit!. Hij bouwde een liveact op en verscheen op diverse festivals. In 1999 verscheen zijn debuutalbum met de titel Constant chaos. Hij werd opgemerkt door Warner Music dat een dancedivisie aan het opzetten was. Maar na een korte tijd daaraan verbonden te zijn geweest ging hij er uit onvrede weer weg. Een stijlwijziging bracht hij aan op Whatever (2001). Hierop kwam hij met duidelijke boodschappen over thema's als drugsgebruik en racisme. De single La la land, over het gebruik van xtc, werd een hit in de dancelijsten. Curtis mat zichzelf een nieuw kostuum aan met groen haar en een zwarte pilotenbril. Hij veranderde ook zijn liveact waarbij hij keytar ging spelen.

## Walk in love
In 2005 verscheen de opvolger Walk in love waarop Green Velvet meer richting house verschoof. Daar werd vooral de single Shake and pop (2006) van bekend. Ook Cajmere kreeg een nieuwe impuls met een grote hoeveelheid singles, waarvan Say U will (2005) de bekendste is. In 2006 kwam hij in het ziekenhuis terecht na een overdosis drugs. Hij besloot daarna de drugs vaarwel te zeggen en zich te bekeren tot het christendom. Vanaf 2006 werkte Curtis Jones vooral veel samen met andere artiesten. Zo nam hij met Phil Kieran het mp3-album Series #001 (2011) op. Hij was te gast op het album Feels Closer van Layo & Bushwacka!. Ook bracht hij in 2010-2012 samen met Gene Farris een grote hoeveelheid singles uit. In 2010 werd ook een nieuwe versie van Coffee pot (The Perculator) uitgebracht met een videoclip.

## Recent werk
In 2013 verscheen het album Unshakable waarop hij op iedere track met een andere producers samenwerkte. Ook maakte hij voor het eerst artiestenalbum voor Cajmere met Too Underground For The Main Stage (2013). Beide albums waren enkel op mp3 verkrijgbaar. In 2014 kondigde hij een samenwerking aan met Claude Vonstroke. Onder de naam 'Get Real' brachten ze enkele liveshows. In 2015 maakt hij met Carl Craig het album Unity.
In 2021 werkte hij samen met de Britse groep CamelPhat op het nummer Critical. In 2024 is hij betrokken bij een remix van de hit Party All the Time van Sharam samen met Adam Beyer en Layton Giordani.

## Selectieve discografie

### Albums
- Green Velvet - Constant chaos 1999
- Green Velvet– The Nineties (1993 A.D. Through 1999 A.D.) (verzamel) 1999
- Green Velvet - Whatever 2001
- Green Velvet - Walk in love 2005
- Green Velvet - Lost & Found (verzamel) 2009
- Cajmere – It's Time (compilatie) 2010
- Phil Kieran & Green Velvet - Series #001 2011
- Cajmere - Too Underground For The Main Stage 2013
- Green Velvet - Unshakeable 2013
- Green Velvet & Carl Craig - Unity 2015

### Singles en ep's
- Cajmere - Coffee pot 1992
- Green Velvet - Velvet tracks 1993
- Dajae - U got me up 1993
- Cajmere & Dajae - Brighter days 1994
- Green Velvet - Flash 1995
- Green Velvet - The Stalker 1996
- Green Velvet - Answering machine 1997
- Green Velvet - La la land 2001
- Green Velvet - Genedefekt 2002
- Green Velvet - No sex 2005
- Cajmere - Say u will 2005
- Green Velvet - Shake and pop 2006

- Bibliothèque nationale de France: cb13974051f (data)
- International Standard Name Identifier: 0000 0000 7328 5343
- Library of Congress Control Number: n2003080021
- MusicBrainz: 18d18849-fd22-4720-9ae4-5bc3ce39f93d
- Nationale Bibliotheek van Tsjechië: xx0129723
- SNAC: w6vn9rgx
- Système universitaire de documentation: 157156532
- Virtual International Authority File: 55989786
- WorldCat: E39PBJjmM3CcM9hCGjqHm43G73